# Tadeusz Wawryszko

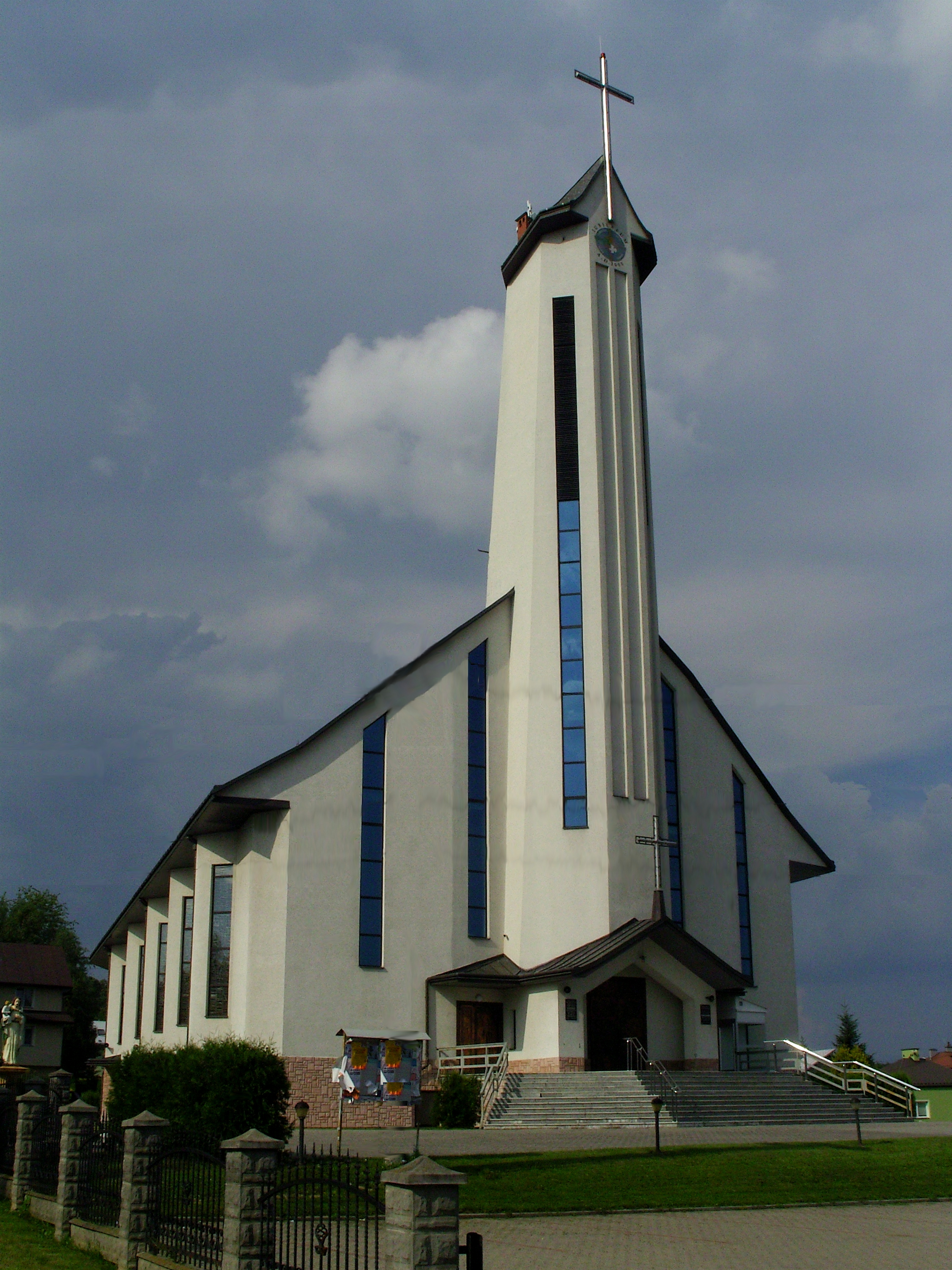
Kościół św. Józefa w Skołyszynie

Tadeusz Wawryszko (ur. 29 września 1952 w Sieniawie) – polski duchowny rzymskokatolicki, podporucznik rezerwy Wojska Polskiego, kapelan Jego Świątobliwości, kanonik honorowy Kapituły Kolegiackiej w Bieczu, kapelan strażaków powiatu jasielskiego, publicysta, działacz pożarniczy i społeczny.

## Życiorys
Urodził się 29 września 1952 w Sieniawie, pochodzi z Dybkowa. Po ukończeniu szkoły średniej, w 1971 rozpoczął studia na Wyższym Seminarium Duchownym w Przemyślu. Wkrótce, jako kleryk otrzymał powołanie do odbycia zasadniczej służby wojskowej, którą odbył w latach 1971–1973 w specjalnej jednostce kleryckiej w Brzegu. Po powrocie do przemyskiego seminarium duchownego kontynuował formację filozoficzno-teologiczną. 4 czerwca 1978 przyjął święcenia kapłańskie z rąk ks. bpa Ignacego Tokarczuka. Pracę magisterską pt. Parafia Św. Józefa i Św. Św. Apostołów Piotra i Pawła w Skołyszynie w latach 1986–2004, napisaną pod kierunkiem ks. prof. dr. hab. Stanisława Nabywańca, obronił w 2005 r..
Jako neoprezbiter na swoją pierwszą placówkę duszpasterską został skierowany do Bączala Dolnego koło Jasła. Pełniąc funkcję wikariusza parafii św. Mikołaja i Imienia Maryi w Bączalu Dolnym początkowo pomagał, a następnie decyzją ówczesnego proboszcza ks. prał. Stanisława Czernieca nadzorował prace przy budowie kościoła filialnego w Lipnicy Górnej. Tam taż jako katecheta rozpoczął pracę z dziećmi i młodzieżą, którą kontynuował później m.in. w Lisowie i Skołyszynie, skąd w 2016 przeszedł na emeryturę nauczycielską. W 1983 został wikariuszem parafii św. Franciszka Salezego i św. Andrzeja Boboli w Gorzycach Tarnobrzeskich. 
5 grudnia 1986 został proboszczem parafii św. Józefa w Skołyszynie, mocno angażując się w prace przy budowie kościoła tymczasowego i domu parafialnego. Od 1987 działa w ramach OSP Skołyszyn. We wrześniu 1992 zainicjował powstanie grupy Ruchu Odnowy w Duchu Świętym, a następnie KSM i Akcji Katolickiej. 
W 1993 został mianowany duszpasterzem strażaków w powiecie jasielskim. W latach 1993–1998 zasiadał w Zarządzie Wojewódzkim ZOSP w Krośnie, a następnie był członkiem honorowym i jednocześnie członkiem Zarządu Powiatowego ZOSP RP w Jaśle. W 2011 został wiceprezesem ZOSP Gminy Skołyszyn. Wielokrotny delegat na Zjazd Oddziału Wojewódzkiego ZOSP RP w Rzeszowie. 
W 1997 rozpoczął budowę nowego kościoła parafialnego pw. św. Józefa, który został poświęcony w 2000 i konsekrowany w 2006 przez biskupa rzeszowskiego Kazimierza Górnego. W roku 2015 rozpoczął budowę kaplicy cmentarnej na miejscowym cmentarzu parafialnym. 7 sierpnia 2022 przeszedł na emeryturę.
Jako prezbiter został odznaczony: Expositorium Canonicale i Rokietą i Mantoletem. W 2007 został kanonikiem honorowym Bieckiej Kapituły Kolegiackiej. 5 sierpnia 2021 został obdarzony papieską godnością honorową Kapelana Jego Świętobliwości – prałata. W grudniu 2016 prezydent RP Andrzej Duda mianował go na stopień oficerski w randze podporucznika rezerwy.

## Publikacje książkowe i wydawnictwa
- „Klerycy w wojsku. Wspomnienia ze służby wojskowej 1971–1973”, Skołyszyn 2002[25],
- „Posłanie. Biuletyn parafii świętego Józefa w Skołyszynie” (kwartalnik), wydawany do 1995.[26]

## Odznaczenia
Za zasługi dla Kościoła i w działalności społecznej na rzecz ochrony przeciwpożarowej został uhonorowany licznymi odznaczeniami państwowymi. W katalogu odznaczeń i medali posiada:
- Odznaka „Za wysługę lat 30" (2019)[27],
- Złoty Krzyż Zasługi (2012)[28],
- Srebrny Krzyż Zasługi (2005)[29],
- Brązowy Krzyż Zasługi,
- Medal honorowy im. Bolesława Chomicza,
- Złoty Znak Związku Ochotniczych Straży Pożarnych Rzeczypospolitej Polskiej,
- Medal złoty „Za Zasługi dla Pożarnictwa”,
- Medal srebrny „Za Zasługi dla Pożarnictwa”,
- Medal brązowy „Za Zasługi dla Pożarnictwa”.